# Женченко, Владимир Васильевич
Владимир Васильевич Женченко (1917—1965) — капитан Советской Армии, участник Великой Отечественной войны, Герой Советского Союза (1943).

## Биография
Владимир Женченко родился 2 (15) июля 1917 года на станции «Ключи» (ныне — Нижнеингашский район Красноярского края). Окончил среднюю школу и школу лесоводства, после чего работал счетоводом. В 1938 году Женченко был призван на службу в Рабоче-крестьянскую Красную Армию. В 1942 году он окончил курсы усовершенствования командного состава. С того же года — на фронтах Великой Отечественной войны. Принимал участие в Сталинградской битве, освобождении Украинской ССР, Румынии, Болгарии, Югославии, Венгрии. К августу 1943 года лейтенант Владимир Женченко командовал взводом 960-го стрелкового полка 299-й стрелковой дивизии 53-й армии Степного фронта. Отличился во время освобождения Харьковской области Украинской ССР.
В ночь с 14 на 15 августа 1943 года Женченко во главе группы бойцов захватил высоту у посёлка Полевая. Противник предпринял несколько контратак при поддержке танков, авиации и огнемётов, но все они были успешно отбиты. В критический момент боя Женченко вызвал огонь на себя, но остался жив.
Указом Президиума Верховного Совета СССР от 1 ноября 1943 года за «образцовое выполнение боевых заданий командования на фронте борьбы с немецкими захватчиками и проявленные при этом мужество и героизм» лейтенант Владимир Женченко был удостоен высокого звания Героя Советского Союза с вручением ордена Ленина и медали «Золотая Звезда» за номером 1326.
После окончания войны Женченко продолжил службу в Советской Армии. В 1947 году он окончил курсы усовершенствования офицерского состава. Был уволен в запас в звании капитана. 
Умер 7 сентября 1965 года.
Был также награждён орденом Отечественной войны 1-й степени и рядом медалей.
В честь Женченко названа улица в Коканде (улица, которая носила имя героя, переименована в годы независимости и теперь называется «Боги Рахмат»).